# ILK
ILK (англ. Integrin linked kinase) – білок, який кодується однойменним геном, розташованим у людей на короткому плечі 11-ї хромосоми.  Довжина поліпептидного ланцюга білка становить 452 амінокислот, а молекулярна маса — 51 419.
| 10         |  | 20         |  | 30         |  | 40         |  | 50         |
| ---------- |  | ---------- |  | ---------- |  | ---------- |  | ---------- |
| MDDIFTQCRE |  | GNAVAVRLWL |  | DNTENDLNQG |  | DDHGFSPLHW |  | ACREGRSAVV |
| EMLIMRGARI |  | NVMNRGDDTP |  | LHLAASHGHR |  | DIVQKLLQYK |  | ADINAVNEHG |
| NVPLHYACFW |  | GQDQVAEDLV |  | ANGALVSICN |  | KYGEMPVDKA |  | KAPLRELLRE |
| RAEKMGQNLN |  | RIPYKDTFWK |  | GTTRTRPRNG |  | TLNKHSGIDF |  | KQLNFLTKLN |
| ENHSGELWKG |  | RWQGNDIVVK |  | VLKVRDWSTR |  | KSRDFNEECP |  | RLRIFSHPNV |
| LPVLGACQSP |  | PAPHPTLITH |  | WMPYGSLYNV |  | LHEGTNFVVD |  | QSQAVKFALD |
| MARGMAFLHT |  | LEPLIPRHAL |  | NSRSVMIDED |  | MTARISMADV |  | KFSFQCPGRM |
| YAPAWVAPEA |  | LQKKPEDTNR |  | RSADMWSFAV |  | LLWELVTREV |  | PFADLSNMEI |
| GMKVALEGLR |  | PTIPPGISPH |  | VCKLMKICMN |  | EDPAKRPKFD |  | MIVPILEKMQ |
| DK         |  |            |  |            |  |            |  |            |

A: Аланін

C: Цистеїн

D: Аспарагінова кислота

E: Глутамінова кислота

F: Фенілаланін

G: Гліцин

H: Гістидин

I: Ізолейцин

K: Лізин

L: Лейцин

M: Метіонін

N: Аспарагін

P: Пролін

Q: Глутамін

R: Аргінін

S: Серин

T: Треонін

V: Валін

W: Триптофан

Кодований геном білок за функціями належить до трансфераз, кіназ, серин/треонінових протеїнкіназ. 
Білок має сайт для зв'язування з АТФ, нуклеотидами. 
Локалізований у клітинній мембрані, цитоплазмі, мембрані, клітинних контактах, клітинних відростках.